# Riềng núi
Riềng núi (danh pháp hai phần: Alpinia oxymitra) là cây thân thảo thuộc họ Gừng.
Cây mọc ven suối và dưới tán rừng, có mặt ở Thái Lan, Campuchia, Việt Nam (khu vực Hà Tiên, Phú Quốc).